# Cucullia mediogrisea
Cucullia mediogrisea là một loài bướm đêm trong họ Noctuidae.